# Смілка дніпровська
Смі́лка дніпро́вська, смілка дрібноцві́та, ушанка дніпровська як Otites borysthenica (Silene borysthenica) — вид рослин з родини гвоздикових, поширений у Євразії.

## Опис
Дворічна трав'яниста рослина 30–60 см заввишки. Коріння міцне. Стебла поодинокі, випростані, прості або малорозгалужені. Рослина знизу доверху шорсткувато-пухнаста. Листки лінійно-лопаткоподібні або ланцетні, з округлою верхівкою й коротким вістрям. Основи базального листя ослаблені в довгий черешок; стеблове листя сидяче, дрібне. Квітки одностатеві (рослини дводомні), в багатоквіткових суцвітті. Чашечки запушені, з гострими зубцями; пелюстки білі, в 1.5–2 рази довші за чашолистки. Коробочки яйцеподібно-кулясті, близько 3 мм в діаметрі. Насіння ниркоподібне, ≈ 0.6 мм. 2n = 24.

## Поширення
Вид поширений у середній і східній Європі та в Азії — на Кавказі,  в Казахстані, Сибіру, Монголії, пн. Сіньцзяні.
В Україні вид зростає на степових схилах, узліссях — майже на всій території, крім Карпат, спорадично.